# 翠华街
翠华街是黄埔大道中黄埔（华快）立交北侧偏东的一条城市道路。原名萝斗岗，因东北侧的一座小山得名，后因90年代建设翠湖山庄而改名为翠华街。它南起黄埔立交东北侧翠湖山庄以及天河万利花园（后改名为力迅T）旁，北至翠雅小区东侧，可望至中山大道西。它全长大约700多米，内有许多住宅小区：天河万利花园（力迅T）、翠湖山庄、国土资源厅小区、第三老干所、星晖花苑、翠芯小区、翠苑小区、翠雅小区等众多住宅小区，鼎湘土菜馆等食肆。翠华街属于广州市天河区天园街道翠湖社区和环宇社区管辖。